# Đường sắt Sài Gòn – Lộc Ninh
Đường sắt Sài Gòn – Lộc Ninh là tuyến đường sắt đã ngưng sử dụng, nối từ Sài Gòn đến Lộc Ninh. Được xây dựng từ thời Pháp thuộc, nối với đường sắt Bắc Nam tại ga Dĩ An, đi qua Phú Cường thuộc Bình Dương rồi lên An Lộc và Lộc Ninh thuộc Bình Phước (dự định kéo dài đến Tây Ninh nhưng không đủ kinh phí). Tuyến đường này bị bỏ hoang trong thời chiến tranh Việt Nam. Hiện nay đang có kế hoạch khôi phục, xây dựng lại tuyến đường này để nối với tuyến đường dài 128.5 km đường sắt Xuyên Á đến tận Campuchia.

## Lịch sử hình thành và phát triển

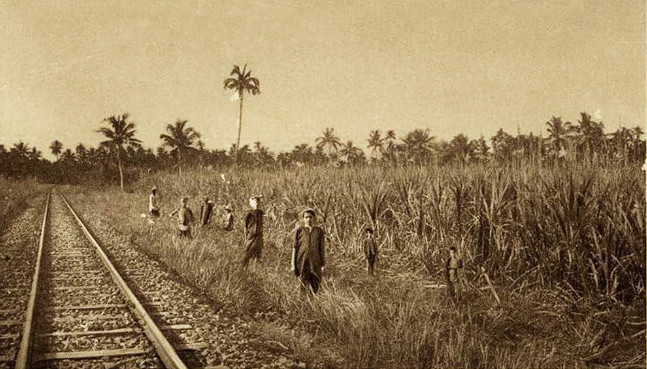
Xe lửa chạy ngang ở cánh đồng mía ở Bình Phước

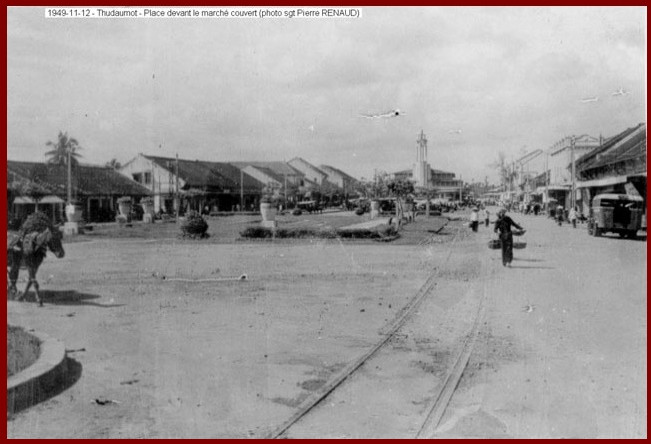
Nhà ga Thủ Dầu Một cũ

Sau khi chiếm được Nam Kỳ và ổn định tình hình, người Pháp bắt đầu xây dựng các tuyến đường xe lửa để khai thác thuộc địa. Năm 1908, người Pháp bắt đầu trồng cao su ở tỉnh Thủ Dầu Một đến năm 1933, tuyến đường sắt Sài Gòn - Lộc Ninh chính thức hoạt động và vận chuyển cao su về cảng Sài Gòn để xuất khẩu. Tuyến đường sắt Sài Gòn – Lộc Ninh ban đầu xuất xuất phát từ Ga Sài Gòn, qua Gò Vấp, Lái Thiêu, Thủ Dầu Một – rồi chạy thẳng lên Lộc Ninh. Năm 1933, đoạn đường sắt từ Lộc Ninh đi bến Đồng Sổ dài 69 km do một công ty tư nhân là Công ty Xe Điện Bến Cát – Kratie đầu tư đã được chính thức khánh thành. Việc hoàn thành các đường ray và mở cửa nhiều nhà ga mới đã nâng số lượng hành khách trên tuyến Lộc Ninh – Sài Gòn và chiều ngược lại đáng khích lệ. Cụ thể, năm 1935, vận chuyển hơn 80.000 hành khách, một năm sau là hơn 100.000 lượt khách. Sự gia tăng này xuất phát từ việc mở rộng diện tích đồn điền cao su đã đẩy nhu cầu tuyển dụng lao động tăng lên. Đến năm 1937, đoạn đường này kết nối vào hệ thống hoả xa Đông Dương, đoạn Sài Gòn – Thủ Dầu Một thành tuyến đường sắt Sài Gòn – Lộc Ninh với chiều dài tổng cộng 141 km. Những đầu máy xe lửa nặng nề trước đó đều bị loại bỏ, được thay bằng đầu máy xe lửa nhẹ hơn, công suất mạnh hơn. Nhờ tuyến đường sắt này bộ mặt tỉnh Thủ Dầu Một (cũ) mà đặc biệt là các vùng Lộc Ninh, Hớn Quản, Bù Đốp có nhiều thay đổi. Khách đi tàu khi đó có thể bắt tuyến xe lửa từ Sài Gòn ngang qua Thủ Dầu Một để lên tới Hớn Quản, Lộc Ninh thậm chí qua tới Mimot – Campuchia.

Ngày 10-12-1946, sự kiện chiến tranh Đông Dương diễn ra, quân Việt Minh liên tiếp tấn công quyết liệt vào đường ray xe lửa phía Bắc Gò Vấp, Sài Gòn. Điều này khiến tuyến đường không thể tiếp tục chạy tàu, thậm chí không có thời gian để sửa chữa các thiệt hại. Sau đó, vì lý do an ninh nên tuyến đường này phải đóng cửa. Đến ngày 6-11-1949, khi quân Việt Minh đánh sập cầu Lái Thiêu, tuyến đường sắt Sài Gòn – Lộc Ninh bị chia cắt. Giới chức nhận định, dù có sửa chữa lại cầu thì đây vẫn là mục tiêu rất dễ bị tấn công. Do đó, họ cho xây tuyến đường sắt mới dài 5,5 km nối An Mỹ (phía Bắc Thủ Dầu Một) với ga Dĩ An trên đường sắt Bắc – Nam.

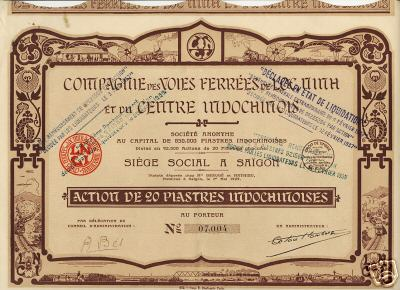
Trái phiếu xây dựng tuyến đường sắt Sài Gòn-Lộc Ninh do nhà nước Pháp phát hành

### Ngừng hoạt động
Ngày 7-8-1950, tuyến đường hoàn thành, khôi phục lại việc kết nối vận tải quan trọng giữa Lộc Ninh với Sài Gòn. Trong giai đoạn 1950-1953, tuyến đường sắt Dĩ An – Lộc Ninh bị thiệt hại đáng kể, nhưng đã được sửa chữa và mở cửa trở lại vào năm 1954. Giai đoạn 1957-1959, do doanh số giảm dần, giới chức Pháp đã thẳng thừng loại tuyến Đường sắt Dĩ An – Lộc Ninh ra khỏi chương trình tái thiết. Ngoài ra, một nguyên nhân khác đó là tuyến bị từ chối bảo vệ quân sự.
Từ đầu năm 1960, dịch vụ tàu đến và đi từ Lộc Ninh đã bị “tạm treo” dẫn đến việc kết thúc đối với tất cả dịch vụ hành khách trên các nhánh vận chuyển khác dọc theo lộ trình. Một phần tuyến đường ở sắt ở phía Nam từ Dĩ An đến Thủ Dầu Một vẫn được sử dụng liên tục để vận chuyển hàng hóa cho đến cuối năm 1960 thì chấm dứt hoàn toàn.

## Khôi phục

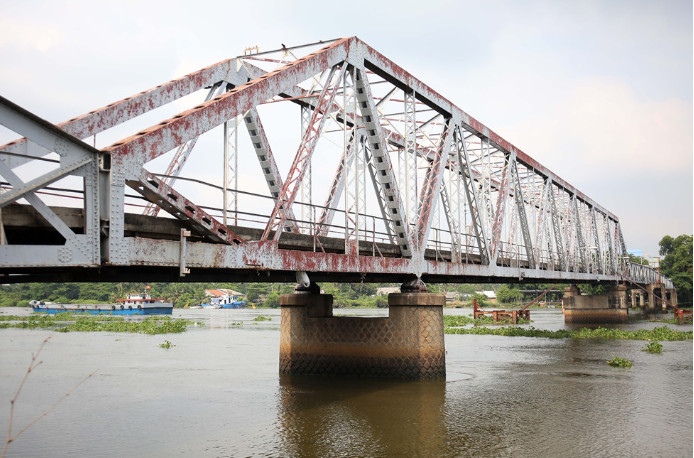
Cầu sắt Lái Thiêu

Năm 2013, Bộ Giao thông Vận tải đã phê duyệt quy hoạch khôi phục lại tuyến đường sắt Sài Gòn - Lộc Ninh. Tuyến đường sắt mới cách nền cũ khoảng 200m, dự kiến dài 128,5km. Điểm đầu kết nối với đường sắt Thống Nhất tại ga Dĩ An và kết thúc tại Cửa khẩu Quốc tế Hoa Lư, Lộc Ninh (Bình Phước) với tổng mức đầu tư khoảng 438 triệu USD.                                                                                     